# Epictet (metge)
Epictet (en llatí Epictetus, en grec Ἐπίκτητος) va ser un metge grec, que menciona Simmac. Diu que va arribar a la dignitat d'arquiatre o metge principal durant el regnat de Teodosi I el Gran (379-395).